# Отман, Франсуа
Франсуа́ Отма́н (фр. François Hotman; 23 августа 1524, Париж — 12 февраля 1590, Базель) — французский юрист и знаток латинской литературы. Известный полемист, яркий представитель движения монархомахов. Считается «одним из первых теоретиков революции» и «крёстным отцом германистики».

## Биография
Выходец из богатой семьи «дворянства мантии» (служилого дворянства). Его дед Ламберт Хофман, силезский бюргер, эмигрировал во Францию вместе с Энгельбертом, графом Неверским. Его отец Пьер Отман (фр. Pierre Hotman, 1485—1554) был известным парижским юристом. Примерно в то время, когда родился Франсуа, Пьер был назначен на официальную должность в Лесном департаменте. Отец был убеждённым католиком и воспитывал сына в том же духе.
С пятнадцати лет по настоянию отца изучал право в Орлеанском университете. Через три года получил степень доктора права и вернулся в Париж. Он больше интересовался теорией права и литературой, чем юридической практикой. В 1546 году был назначен лектором по римскому праву в Парижском университете.
В 1547 году Отман перешёл из католицизма в кальвинизм, покинул Париж и уехал в Лион. Летом 1548 года в Бурже он женился на Клод Обелен (дочери Гийома Обелена). Она и её отец, как и он сам, были беженцами. Это был единственный брак в его жизни. Клод родила ему семерых детей.
В октябре 1548 года Отман переехал в Женеву в качестве секретаря Жана Кальвина.
В феврале 1550 года он отправляется в Лозанну, где по рекомендации Кальвина получает место профессора художественной литературы и истории в Лозаннским университете. Он получает гражданство Женевы в 1553 году.
В 1564 году Отман стал профессором гражданского права в Валенсии. В 1567 году он получил кафедру юриспруденции в Бурже, однако через пять месяцев его дом и библиотека были уничтожены толпой католиков. Он бежал в Париж, где занимал должность королевского историографа, получив её по рекомендации канцлера л’Опиталя.
В качестве посланца гугенотов Отман был отправлен в Блуа, чтобы вести переговоры о мире 1568 года. Он вернулся в Бурж, но был изгнан в результате начала военных действий.
Благодаря миру 1570 года Отман вернулся в Бурж. В 1572 году он снова бежал оттуда, спасаясь от резни Варфоломеевской ночи. Больше он не возвращался во Францию, перебравшись в Женеву. Там он становится профессором римского права.
В 1573 году он опубликовал свой самый известный труд — «Франко-Галлию».
В 1583 чума заставляет его переехать в Монбельяр, где умерла его жена Клод. В следующем году он вернулся в Женеву, где занимался, среди прочего, алхимическими экспериментами.
В 1589 году Отман переехал в Базель, где умер. Он был похоронен в Базельском соборе.

## Сочинения
Из его сочинений наиболее ценны: «Комментарии к речам Цицерона и институциям»; «Observationes juris romani»; «Antitribonianus». Известна его сатира «Рарае Sixti V fulmen brutum in Henricum regem Navarrae» (1586).
В трактате «О праве наследования французского королевства» («Tractatus de jure legitimi successoris in hereditate regni Galliae», 1584) Отман вынужден был встать на позиции легитимизма и доказывать законность прав Генриха IV на французский престол.
Среди других сочинений: политический памфлет «Тигр» («Le Tigre», 1560), призывавший к сопротивлению Гизам; трактат «Анти-Трибониан» («L’Anti-Tribonian», 1567), в котором Отман критиковал кодекс Юстиниана, представленный как искажение подлинного римского права эпохи республики.

### «Франко-Галлия»
В своём самом известном сочинении «Франко-Галлия» (Francogallia, 1573) Отман славил франков, которые принесли свободу галлам, угнетённым римлянами. В этом трактате он выступил против абсолютной и наследственной королевской власти, и выводил из этого требование власти, основанной на народном суверенитете.
Отман доказывает существование во Франции обычая избирать и низлагать правителя на собраниях, под которыми понимал «мартовские поля» в эпоху Франкского государства. Эти собрания, по мнению Отмана, заложили основы Генеральных штатов и ограничивали власть короля. Причину бедствий Франции Отман видел в допущении к власти людей низкого происхождения (чиновников и судейских). Он считал правомерными насильственное свержение короля-тирана и борьбу народа (под которым подразумевал дворянство) за общественное благо.
Тем самым он открыл проблему отношения между франкско-германскими и галло-романскими корнями французской государственности, которая позже вылилась в дискуссию между Буленвилье и аббатом Дюбо.
Книга была воспринята как первая политическая программа гугенотов на случай прихода к власти. Она же является первой книгой, излагающей теорию общественного договора и представительной демократии. Именно в ней сформулировано ключевое положение этих теорий:

Между правительством и его подданными существует ссылка или контракт, и люди могут восстать против тирании правительства, когда оно нарушает этот пакт.
Под «подданными» и «народом» он понимал исключительно дворян, обладающих политическими правами в силу своего положения.